# État de Hyderabad
Cet article concerne l'État princier. Pour l'État au sein de l'Inde indépendante, voir État d'Hyderabad (1948-1956).
1724–1948
Entités précédentes :
- Empire moghol
- Empire marathe

Entités suivantes :
- État de Hyderabad

Le Hyderabad, ou Nizamat d'Hyderabad, est un ancien État indépendant du centre de l'Inde péninsulaire. Dirigé par un nizam héréditaire musulman de 1724 à 1950, il est intégré au Raj britannique comme État princier en 1798.
Au moment de l'indépendance de l'Inde en 1947, le Hyderabad est le plus grand des États princiers. Le nizam Asaf Jah VII ambitionne de retrouver l'indépendance mais l'armée indienne envahit le Hyderabad et l'annexe comme État de l'Union indienne.
La capitale de l'État était Hyderabad (aujourd'hui au Telangana).

## Histoire
Hyderabad est fondée en 1586 par Muhammad Qulî Qutb Shâh, le cinquième sultan de la dynastie des Qutb Shahi (en) de Golkonda. En 1686, l'empereur moghol Aurangzeb fait campagne dans le Deccan pour contrôler les prétentions des Marathes et pour faire la conquête des sultanats du Deccan. Avant cette campagne, le territoire moghol s'arrêtait à la Godavari. Lorsqu'Aurangzeb a conquis Golkonda et Bijapur en 1687, son empire s'étend jusqu'au sud de la Krishna.
Cependant, l'empire ne tarde pas à s'affaiblir après la disparition d'Aurangzeb. En 1724, un fonctionnaire moghol, Asaf Jah, défit le gouverneur moghol des provinces méridionales de l'empire et s'établit à leur tête, se déclarant Nizam al-Mulk de Hyderabad, l'empereur, affaibli et occupé à lutter contre les Marathes, ne pouvant s'y opposer. En 1763, le nizam Ali Khan déplace la capitale de son État d'Aurangabad à Hyderabad.
De 1686 à 1757, l'influence de la France était très grande à Hyderabad. L'État princier était inclus parmi les États du Deccan sous influence Française. Le marquis de Bussy représentera le roi de France Louis XV. Les Français, battus en 1757 à la bataille de Plassey, face aux Britanniques, abandonnent toute revendication en Inde en 1763 par le traité de Paris, et les Britanniques deviennent dès lors influents à Hyderabad.

La partition de l'Empire en deux États en 1947. Hyderabad est annexé en 1948.

Hyderabad, un des États princiers les plus importants et les plus riches du Raj britannique, comme le prouve l'honneur de la salve de 21 coups réservée à son souverain par les Anglais, s'étendait sur 212 000 km2. À son apogée, durant les années 1930, le nizam était l'un des hommes les plus riches au monde, son palais employant quelque 11 000 domestiques.
Quand l'Inde devient indépendante le 15 août 1947, le nizam `Othman `Alî Khân, de religion musulmane, refuse d'intégrer son État à l'Union indienne, bien que son territoire est entièrement enclavé, exigeant la création d'un État séparé — cette possibilité ayant été prévue par l'Indian Independence Act de 1947 — de 18 millions d'habitants, en très forte majorité hindous. Après une courte guerre — l'opération Polo du 13 au 17 septembre 1948 — les troupes de l'armée indienne s'emparent du Hyderabad qui devient l'année suivante un nouvel État de l'Inde. Plus tard le nizam a été nommé rajpramukh (gouverneur) du nouvel État selon un vote public ; il conserve cette fonction jusqu'en 1956, date à laquelle l'Etat d'Hyderabad  est découpé en deux d'après les frontières linguistiques.

## Liste des nizams
- 1724 - 1748 : Mir Qamâr ad-Dîn Khan Nizâm al-Mulk, Asaf Jâh Ier
- 1748 - 1750 : Humayun Jâh, Nizâm ad-Dawla, Nabab Mir Ahmad `Alî Khân Bahadur, Nasir Jang
- 1750 - 1751 : Nabab Hidayat Muhyi ad-Dîn Sa`ad Allâh Khân Bahadur, Muzaffar Jang
- 1751 - 1762 : Nabab Sayyid Muhammad Khân Bahadur, Salâbat Jang
- 1762 - 1803 : Fateh Jang Nizâm ad-Dawla `Alî Khan Bahadur Nizâm al-Mulk, Asaf Jâh II (1734-1803)
- 1803 - 1829 : Nabab Mir Nizâm `Alî Khan Bahadur Nizâm al-Mulk, Asaf Jâh III (1768-1829)
- 1829 - 1857 : Nabab Mir Farkhunda `Alî Khan Nasir ad-Dawla, Asaf Jâh IV (1794-1857)
- 1857 - 1869 : Nabab Mir Tahniat Afdhal ad-Dawla, Asaf Jâh V (1827-1869)
- 1869 - 1911 : Fateh Jang Nabab Mir Mahbub `Alî Khan, Asaf Jâh VI (1866-1911)
- 1911 - 1950 : Fateh Jang Nabab Mir `Osman `Alî Khan, Asaf Jâh VII (1886-1967)